# 宇和島市立歴史資料館

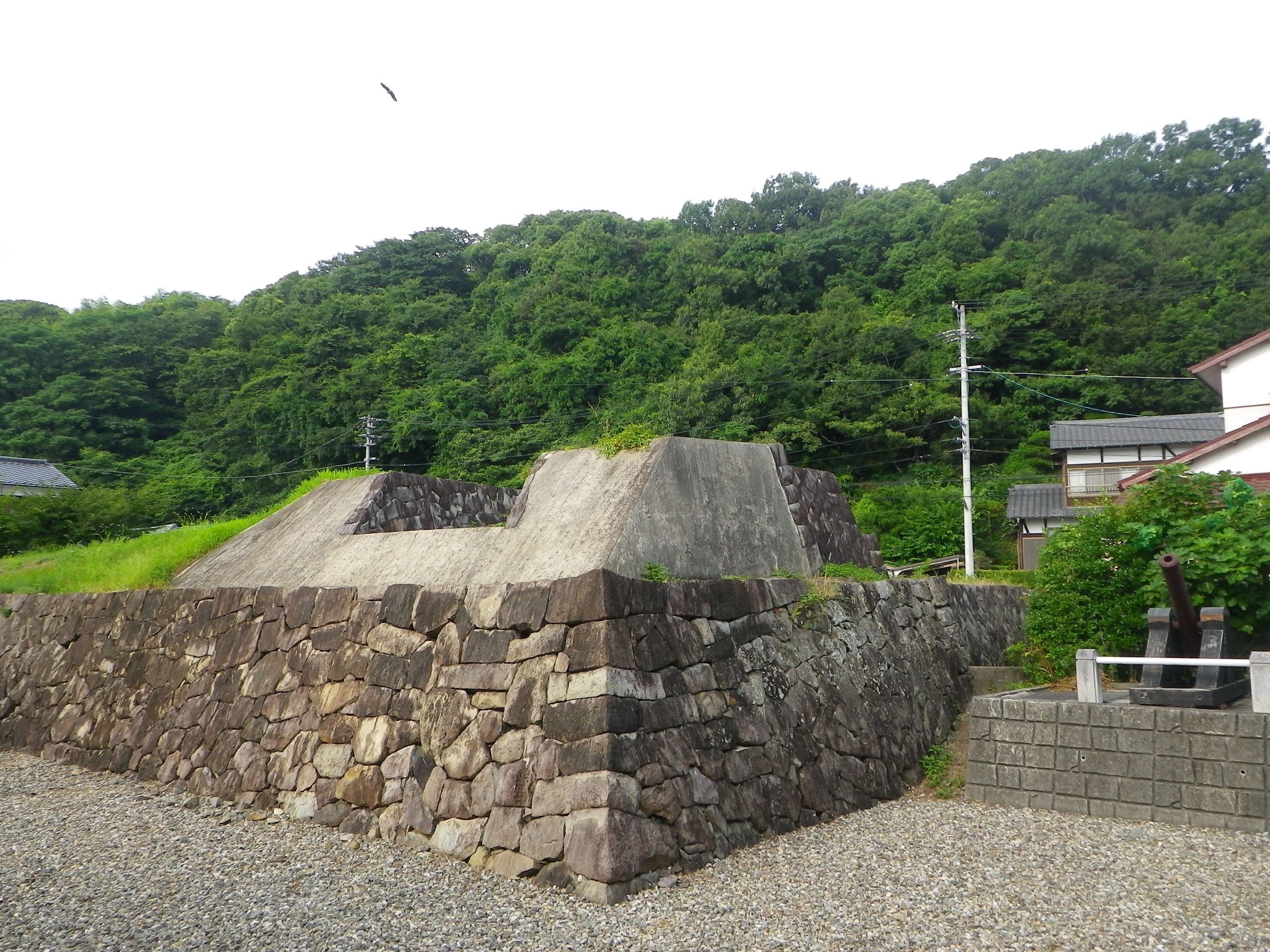
樺崎砲台跡および復元された砲台（右）

宇和島市立歴史資料館（うわじましりつれきししりょうかん）は愛媛県宇和島市の博物館である。
最初は1884年に宇和島警察署として建てられた。1953年に南宇和郡西海町（現・南宇和郡愛南町）役場として使用、1992年に故郷の宇和島市に戻り「宇和島市立歴史資料館」として使用、併せて樺崎砲台跡を復元し、現在に至っている。1996年には国の登録有形文化財の登録、県内第1号となった。